# Messaad
Messaad (arabisch مسعد, DMG Masʿad) ist eine Gemeinde in der Provinz Djelfa im Norden von Algerien mit 97.091 Einwohnern (Stand: 2008).

## Klima
Laut der Klimaklassifikation nach Köppen und Geiger herrscht in Messaad ein semiarides Klima (BWk). Die Jahresdurchschnittstemperatur liegt bei 16,6 Grad Celsius und 196 mm Niederschlag fallen innerhalb eines Jahres.

## Geschichte
Während der Römerzeit war die Siedlung als Castellum Dimmidi bekannt, nachdem die Römer unter Kaiser Septimius Severus die Siedlung besetzt hatten. Es ist unklar, ob der zweite Teil des Namens, Dimmidi, ein ins Lateinische transliterierter einheimischer Name oder ein neuer Name der Römer war.
Wie das Castellum (Schloss) andeutet, war die Siedlung eine Festung entlang des Limes Tripolitanus, der südlichen Grenze der Provinz Numidien. Sie beherbergte eine römische Garnison von ungefähr 198 bis 240 n. Chr.

## Bevölkerungsentwicklung
| Zensusjahr | Einwohnerzahl |
| ---------- | ------------- |
| 1977       | 19.885        |
| 1987       | 47.460        |
| 1998       | 75.552        |
| 2008       | 97.091        |